# خوليو سيزار تشافيز جونيور
خوليو سيزار تشافيز جونيور (بالإسبانية: Julio César Chávez, Jr.)‏ مواليد 16 فبراير 1986 في ولاية سينالوا، المكسيك، هو ملاكم مكسيكي سابق صنّف ضمن فئة وزن خفيف الثقيل. حقق بطولة المجلس العالمي للملاكمة.

## إحصائيات
خاض خلال مسيرته 53 نزالا، فاز في 49 وتعادل في 1 وخسر في 2. فاز بالضربة القاضية في 32 نزالا.

## وصلات خارجية
- خوليو سيزار تشافيز جونيور على موقع IMDb (الإنجليزية)
- خوليو سيزار تشافيز جونيور على موقع بوكس ريك (الإنجليزية) (registration required)

- الموقع الرسمي